# アルクーディア
アルクーディア（カタルーニャ語: Alcúdia, カタルーニャ語発音: [əɫˈkuðiə]）は、スペイン・バレアレス諸島州のムニシピ。マリョルカ島北部の観光中心地であり、家族に人気の大型リゾート地である。ホテルのほとんどはポルト・アルクーディア（アルクーディア港）やアルクーディア海岸に位置しており、南に隣接するカン・ピカフォルトまで伸びるビーチは14kmにも及ぶ。13世紀からの建築物が軒を連ねる旧市街は保存状態が良く、旧市街は中世の市壁に囲まれている。

## 地理
アルクーディアの自治体はマリョルカ島の北部にあり、地中海西部のバレアレス海に面している。マリョルカ島の主都パルマ・デ・マリョルカから見て北東方向、約54kmの距離にある。マリョルカ島北部にはアルクーディア湾とポリェンサ湾が形成されており、ポリェンサ湾とアルクーディア湾を分離する半島部、ふたつの湾から1-2km内陸にアルクーディアの旧市街が存在する。旧市街の南側、アルクーディア湾の沿岸にはポルト・アルクーディアの集落が形成されており、アルクーディア湾に沿って5km以上別荘地が続いている。海岸線長は30kmを超えており、砂浜のビーチの他に険しい崖や静かな入江などもある。

### 地区
- アルクーディア : 6,033人（庁舎所在地）
- マル・パス＝ボナイレ : 586人
- ポルト・アルクーディア : 4,593人
- ソン・フェ : 335人
- マリーナ・マンレザ : 574人
- プラツァ・アルクディア : 4,999人
- 合計 : 17,435人

人口は2007年時点

### 気候
| ポリェンサの気候                            | ポリェンサの気候 | ポリェンサの気候 | ポリェンサの気候 | ポリェンサの気候 | ポリェンサの気候 | ポリェンサの気候 | ポリェンサの気候 | ポリェンサの気候 | ポリェンサの気候 | ポリェンサの気候 | ポリェンサの気候 | ポリェンサの気候 | ポリェンサの気候 |
| 月                                          | 1月              | 2月              | 3月              | 4月              | 5月              | 6月              | 7月              | 8月              | 9月              | 10月             | 11月             | 12月             | 年               |
| ------------------------------------------- | ---------------- | ---------------- | ---------------- | ---------------- | ---------------- | ---------------- | ---------------- | ---------------- | ---------------- | ---------------- | ---------------- | ---------------- | ---------------- |
| 平均最高気温 °C （°F）                      | 14.4 (57.9)      | 15.0 (59)        | 16.1 (61)        | 18.3 (64.9)      | 22.2 (72)        | 26.7 (80.1)      | 30.0 (86)        | 30.0 (86)        | 27.2 (81)        | 22.8 (73)        | 18.3 (64.9)      | 15.6 (60.1)      | 21.38 (70.49)    |
| 平均最低気温 °C （°F）                      | 3.9 (39)         | 4.4 (39.9)       | 5.0 (41)         | 7.2 (45)         | 10.6 (51.1)      | 15.0 (59)        | 17.8 (64)        | 18.3 (64.9)      | 16.1 (61)        | 12.2 (54)        | 7.8 (46)         | 5.6 (42.1)       | 10.33 (50.58)    |
| 降水量 mm （inch）                          | 40.6 (1.598)     | 35.6 (1.402)     | 38.1 (1.5)       | 35.6 (1.402)     | 33.0 (1.299)     | 20.3 (0.799)     | 7.6 (0.299)      | 17.8 (0.701)     | 50.8 (2)         | 76.2 (3)         | 53.3 (2.098)     | 53.3 (2.098)     | 462.2 (18.196)   |
| 出典：The Weather Channel Interactive, Inc. |                  |                  |                  |                  |                  |                  |                  |                  |                  |                  |                  |                  |                  |

## 歴史

### 先史時代
アルクーディア周辺に人類の存在が見られるのは、紀元前2,000-紀元前1,300年頃のプレタライオティック文化期に遡る。最初の入植者は大規模な集落を築かなかったが、天然または人工的な洞窟の埋葬地を築いており、今日でもショルト・ダ・ラクトリア洞窟やラ・ソラーナにある複数の洞窟などで見ることができる。

### 古代都市ポリェンティア

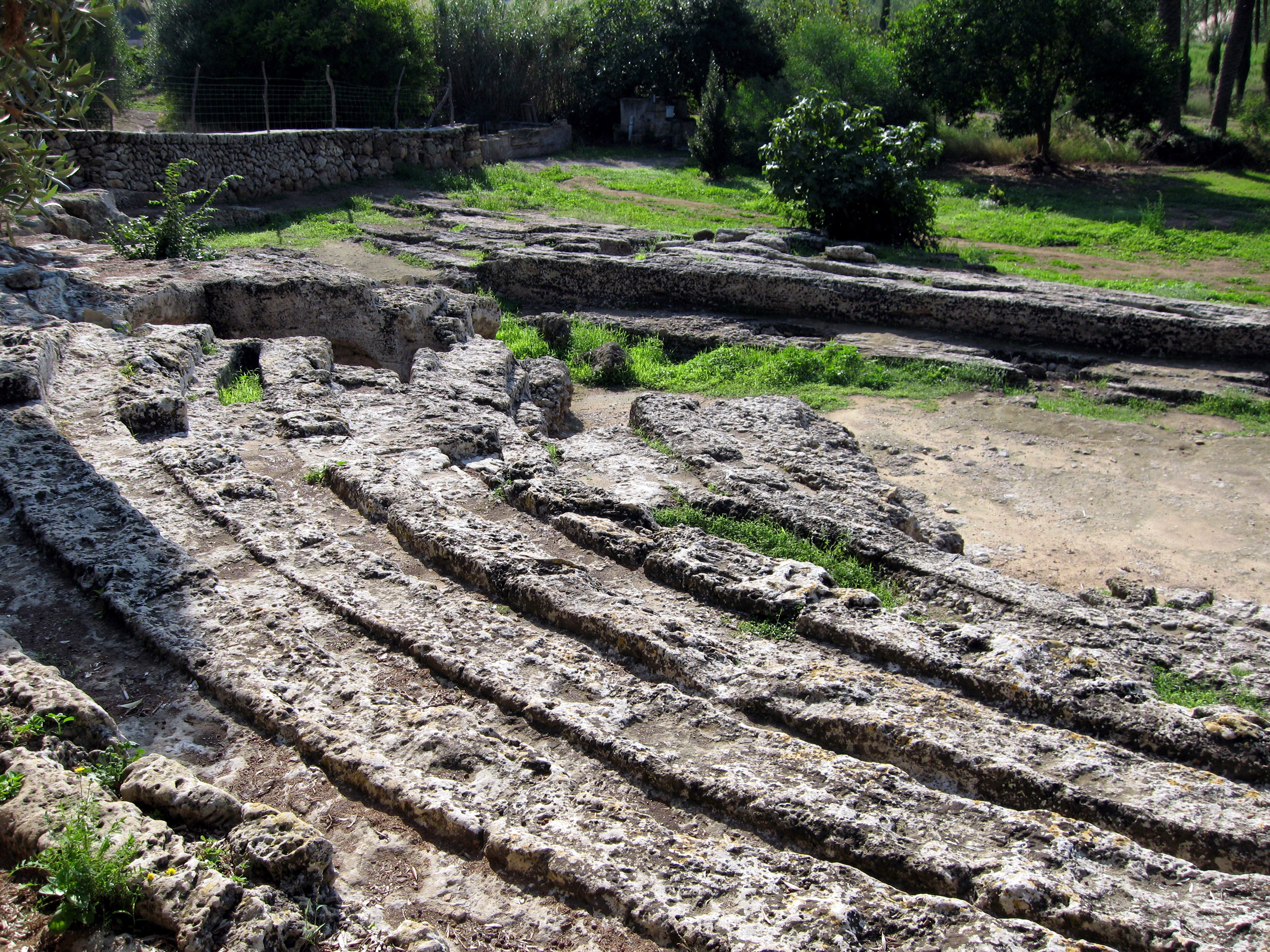
ポリェンティアのローマ劇場

カルタゴとローマが戦ったポエニ戦争時、この地域の住民が投石器で武装した兵士として参加し、バレアレス諸島人は投石の名手であるとする名声が地中海中に広まった。紀元前123年にはローマの元老院が、海上交易活動が盛んになるにつれて増加していた海賊行為の停止やバレアレス諸島の征服を目的として、Quinto Cecilio Meteloを指揮官とする遠征隊を組織した。ローマ人はマリョルカ島に到着すると島の南岸にマリョルカ島の主都としてパルマの町を建設し、さらに島の北岸にポリェンティアの町（現在のアルクーディア近辺）を建設した。
紀元1世紀初頭に建設されたポリェンティアのローマ劇場は当時の市街地の郊外に位置し、ポリェンティアの全住民のための娯楽施設だった。この劇場は演劇や体操のために使用され、ローマ帝国崩壊期には埋葬地として使用された。今日でも半円形の舞台や観客席の大部分を見学することができる。他都市のローマ劇場と異なる点として、岩盤を削って建設されたことが挙げられる。

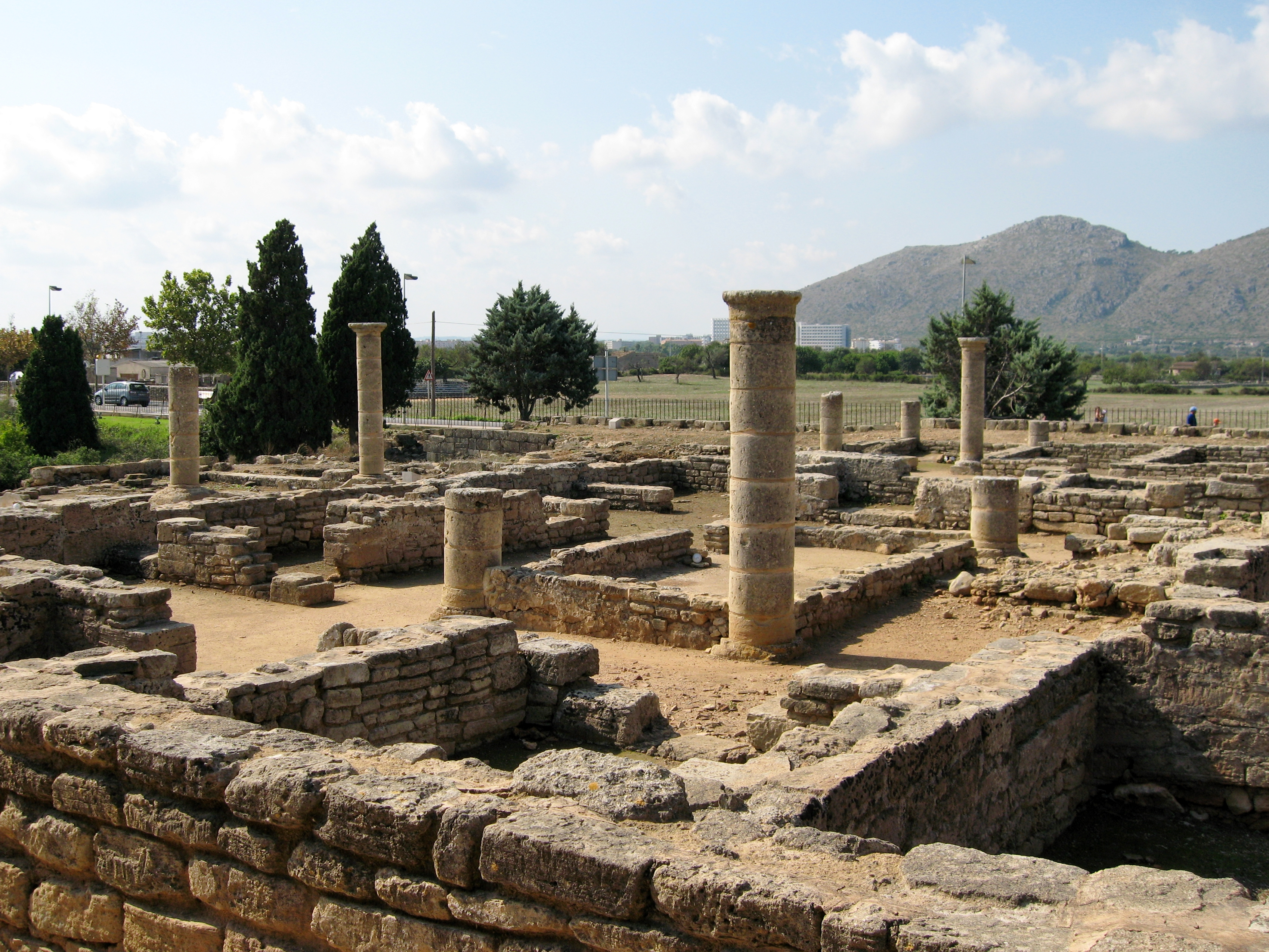
ポリェンティア遺跡

ポリェンティアからはポリェンサ湾とアルクーディア湾の双方を見渡すことができ、ポリェンティアは他の侵略者に対する防衛地点の役割を果たした。アルクーディアは防衛地点として以外に、もっとも高級なトーガ（古代ローマ人の衣服）に使用される優れた織物を産出したことでもローマ人に言及されている。ラテン文化が流入したことで、ポリェンティアだけでなくマリョルカ島全体が共和政ローマの優れた組織体系に組み込まれた。ローマ時代には計画的な都市が築かれ、通りの整備、下水道、水道供給などが行われた。紀元前2世紀から紀元前1世紀にはポリェンティアの発展が最高潮に達し、港に隣接した郊外にローマ劇場が建設された。
ローマ帝国が地中海西部で支配力を失うと、ポリェンティアもローマに合わせてゆっくりと衰退をはじめた。海賊の攻撃を受け、また何度かヴァンダル族にも攻撃されたため、5世紀初頭には町が放棄された。住民はより防御が固く安全な場所に新たな町を建設するためにポリェンティアを去り、新しく築いた町がアルクーディアの5km北西にあるポリェンサである。しかし、ローマは地中海地域全体に足跡を残しており、今日まで続くアルクーディアの言語、法律、慣習などに名残が見られる。
現在のポリェンティア遺跡でアウグストゥスの胸像がたまたま発見されたのは16世紀のことである。1923年には初めて体系的な発掘調査が開始され、1930年代後半のスペイン内戦中には調査が一時停止されたものの、後に再開されて今日まで続いている。考古学者・建築家や他の専門家はポンペイなどの同時代の他都市と比較して、ポリェンティアの古代都市が完全に計画された都市だったとしている。ポリェンティアの古代都市はバレアレス諸島のローマ化の過程を理解するのに必須の事例であり、遺構が発見されたのは偶然のことだった。

### イスラーム支配下での建設
本格的な入植前にもマリョルカ島民とイスラーム教徒の接触はあったものの、イスラーム教徒がマリョルカ島に入植したのは903年のことである。イスラーム教徒はハイメ1世による再征服が行われる1229年までマリョルカ島を支配した。ムーア人はポリェンティアの古代都市のすぐ近くに農場を建設し、この農場はアラビア語で「丘の上」を意味するアルクーディアと呼ばれた。
ムーア人の初代統治者はIsam Al-Jawlaniであり、Al-Jawlaniはマリョルカ島の再編を開始した。都市機能は主都のメディーナ・マユルカ（現・パルマ）に集中させ、残りの部分は農場や村などが割り当てられた。チェーンポンプを使用した新たな散水技術で農業が開花し、ローマ人によって導入された作物ではなく綿や米が生産された。メディーナ・マユルカは重要な貿易拠点となり、地中海中から商人を集めた。メディーナ・マユルカは文化的な中心地でもあり、芸術家、詩人、哲学者、数学者がそれぞれの活動で活躍した。

### キリスト教徒の再征服後

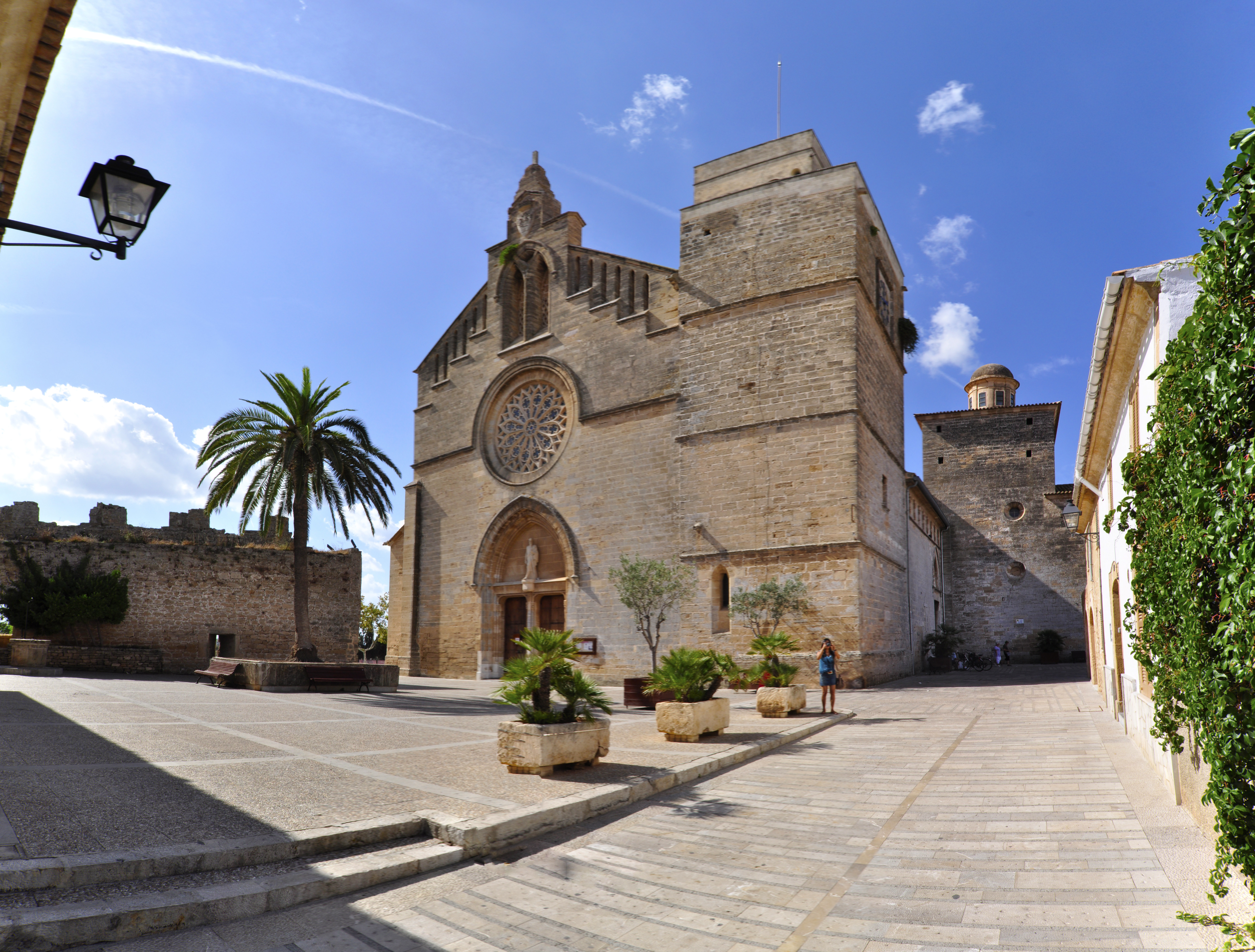
聖ハイメ教会

カタルーニャ地方のカンブリルスやタラゴナの港を出航した船は1229年9月5日にマリョルカ島に現れ、カタルーニャ艦隊は9月10日に上陸、12月31日にメディーナ・マユルカに入城した。キリスト教徒のアラゴン王ハイメ1世がムーア人を破ってマリョルカ島を征服すると、今日のアルクーディアを構成している社会政治的基盤、言語、法律、機関、慣習などがこの時期に形作られた。1232年のLlibre del Repartimentではカタルーニャ公と直接の家臣の間で行われた土地の分配について言及されており、現在のアルクーディア自治区はカタルーニャ王の領地となった。
ローマ教皇インノケンティウス5世による1248年の教皇勅書には、アルクーディア教区が初めて記録された。1282年にはアルクーディアの名前が初めて法的に記録された。1298年にはアラゴン王ハイメ2世がアルクーディア農場を購入し、同年には教会、墓地、聖職者のための家、広場を作り、新たな町の建設に取り組んだ。ハイメ2世の治世ではアルクーディアに「町」(Vila)の称号が与えられ、市街地の防衛を目的とした市壁の建設が開始された。

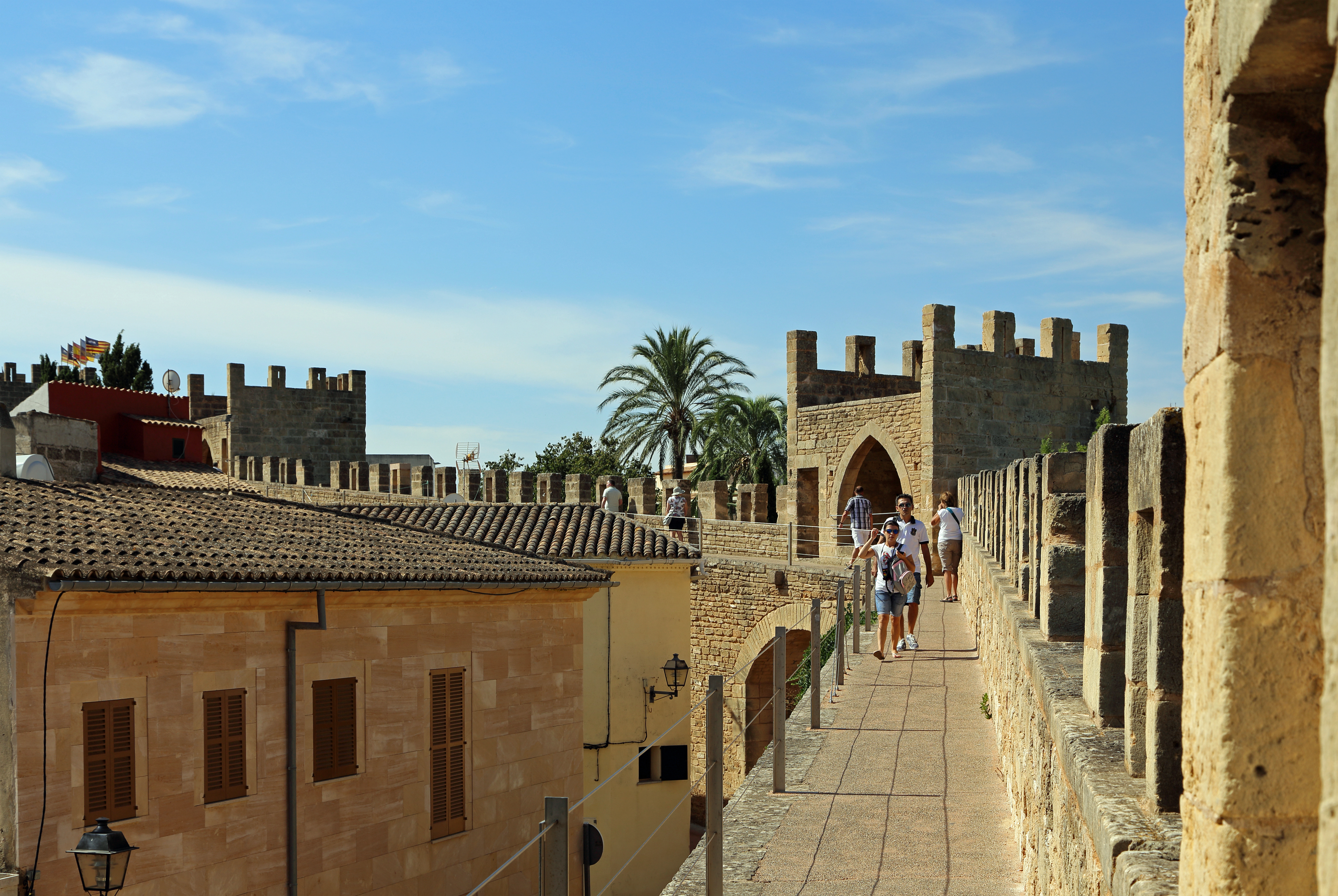
今日の市壁

農業、漁業、市壁の建設、警戒を同時に行う必要があったため、市壁の建設はアルクーディア市民にとって大きな負担だったが、1298年に建設が始まり、1363年に市壁が完成した。1.5kmに渡って分布する約6mの高さを持つ26本の塔、今日まで生き延びている堀で構成されている。市壁はその歴史を通じて幾度も修復がなされており、1523年のジェルマニアの戦い後には新たな3基の稜堡が建設された。19世紀末には市壁が部分的に崩壊し、住民はこの建築物の保護を主張した。ポリェンティアのローマ都市の遺跡とともに、1974年には市壁が重要文化財(BIC)の中のConjunto Histórico Artísticoに指定されている。中世にはブドウ栽培とワイン生産が成長し、生産されたワインはバレアレス諸島外に輸出された。
ルネサンスの時代には14世紀の市壁が取り壊され、古い市壁の外側に第二の市壁が建設された。1523年にはアルクーディアに「市」の称号や他の権限が与えられた。16世紀から18世紀にはしばしば疫病に悩まされ、また16世紀には何度か海賊の攻撃を受けた。人口がますます減少し、町が完全に放棄される危険性が高まった時期もあった。
18世紀初頭のスペイン継承戦争後にフェリペ5世によって公布されたヌエバ・プランタ王令では、カタルーニャ地方やバレアレス諸島でカタルーニャ語の使用が禁じられた。1779年には自治体によって港の建設が決定された。これによってアルクーディアの経済状況が改善したが、小規模で貧しい町だったのは変わらなかった。19世紀には人口減少が顕著になり、1900年代まで回復することはなかった。

### 現代

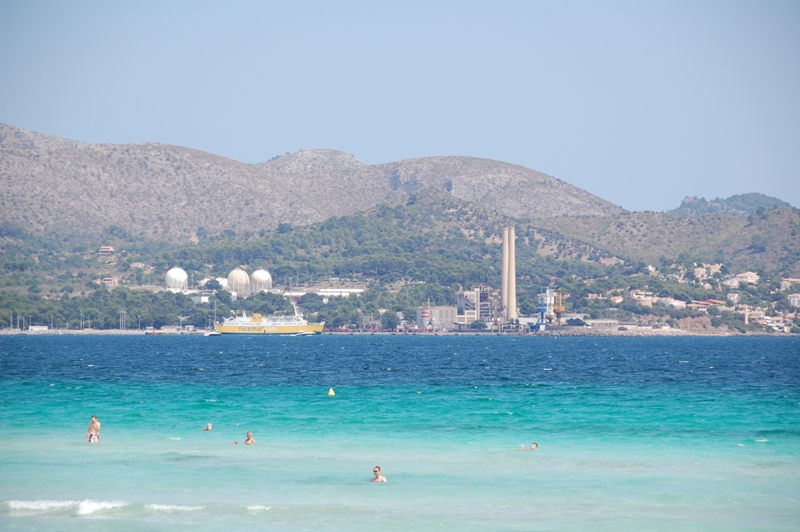
アルクーディアのビーチと火力発電所（中央右）

1920年代にはマリョルカ島やアルクーディアにも観光客が訪れるようになったが、観光業はとても限られた規模であり、町の経済は脆弱なままだった。アルクーディアに初めてホテルが建設されたのは1930年代のことである。この後海岸部で観光開発が始まり、観光地としての各種インフラが整備された。1950年代にはジェサの集落に隣接して2本の塔を持つジェサ火力発電所が建設された。
わずか40年ほど前までアルクーディア海岸の近くにはごみ処分場があり、その他には砂丘や農地があるだけの土地だったが、1970年代初頭にはアルクーディアの将来が観光業にあることが明白になり始めた。その15年後にはポルト・アルクーディアの旧港湾がヨーロッパ各地からの観光客のための主要なリゾート地として開発された。1990年代に大型建設事業が一段落すると、1992年にアルクーディア議会はエコツーリズム都市宣言を行い、各観光施設の環境保護の度合の評価を行うようになった。アルクーディアの北岸にあるマル・パスにはまず裕福なパルマの住民が別邸を建設し、その後イギリス人とドイツ人の別荘も数多く建設された。2004年には静かな高級別荘地のアルカナーダに18ホールのゴルフコースが建設された。
アルクーディアはくつろぎの場、活動的な観光の場の双方を観光客に提供している。近隣にはゴルフコースが建設されており、アルクーディアを起点とするサイクリングとハイキングも一般的である。旧市街は保存状態が良く、自動車の通行が制限されている。今日ではマリョルカ島でもっとも滞在者の多い村のひとつとなっている。

## 人口
| アルクーディアの人口推移 1900－2013                     |
|                                                         |
| 出典:INE（スペイン国立統計局）1900年 - 1991年、1996年 - |

## 観光

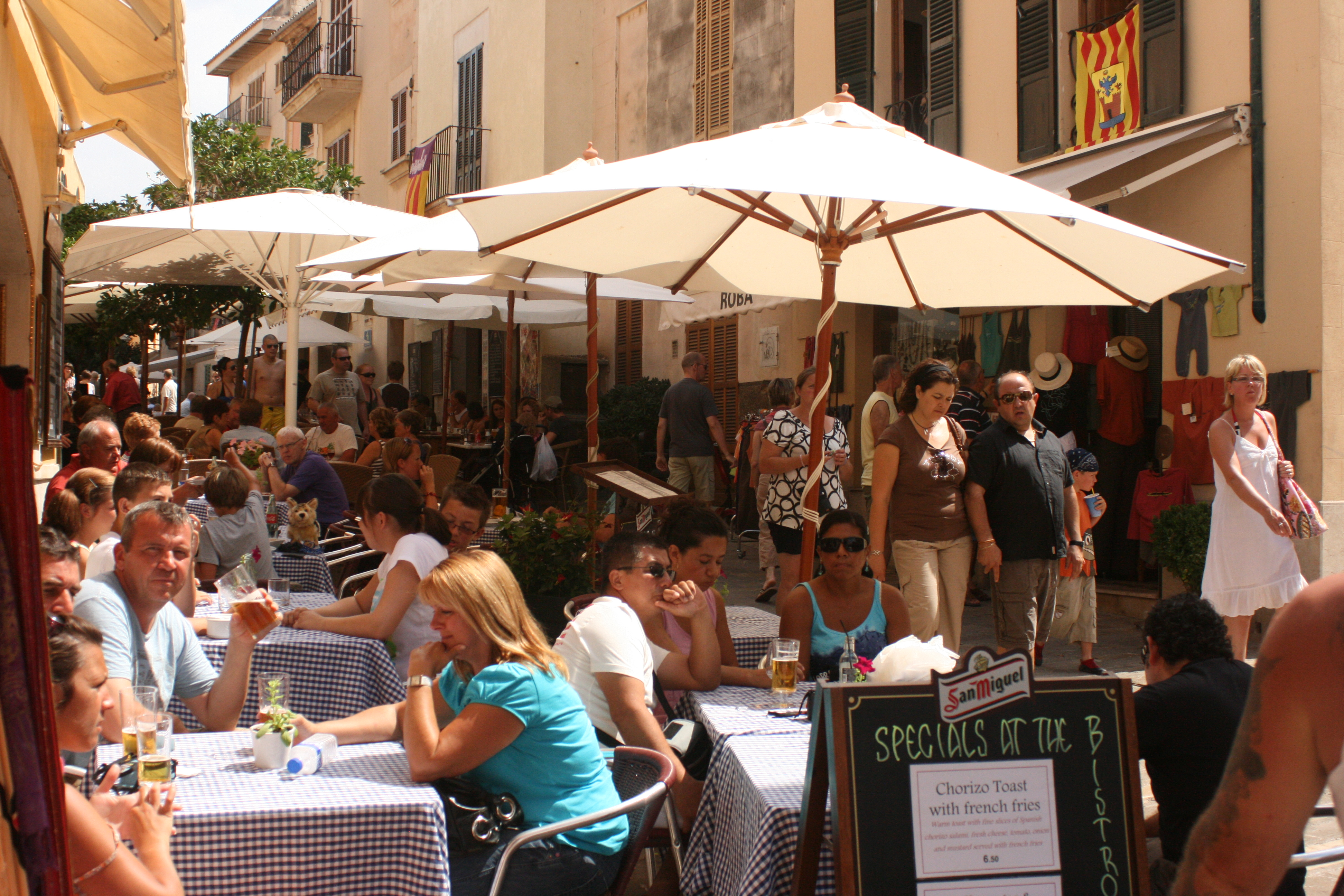
旧市街にあるビストロ

旧市街には14世紀に建設された市壁があり、市壁に登って町全体を見渡すことが可能である。中世の市壁のすぐ外側、聖ハウメ教会の正面にはローマ時代の古代都市であるポリェンティア遺跡があり、小規模なローマ劇場もある。町の北側には19世紀に建設された闘牛場がある。
旧市街の市場は通年で毎週日曜日と火曜日に開かれている。市壁の内側にはこぢんまりとしたレストランやビストロがいくつもあり、美味しい家庭料理で有名である。ポルト・アルクーディアではほとんどのレストランがマリーナ周辺に位置しており、これらの大半は観光シーズンのみ営業している。アルクーディアの宿泊施設の総ベッド数は約30,000床である。
町の西側には7kmの長さを持つ白い砂浜のアルクーディア海岸があり、この海岸はバレアレス諸島最大のビーチである。カン・ピカフォルトC'an Picafortまで14kmに渡って続いているとされることもある。ウィンドサーフィン、ウォータースライド、ソーセージライド、パラセーリング、双胴カヌー、セーリングボート、水上自転車など、様々な水上スポーツを行うことができる。アルクーディア海岸にはベルビュー(Bellevue)と呼ばれるヨーロッパ最大級のホテル複合施設があり、8のスイミングプール、17のマンション群で構成されているこの複合施設は、150,000m2の敷地面積を持つ庭園も有している。

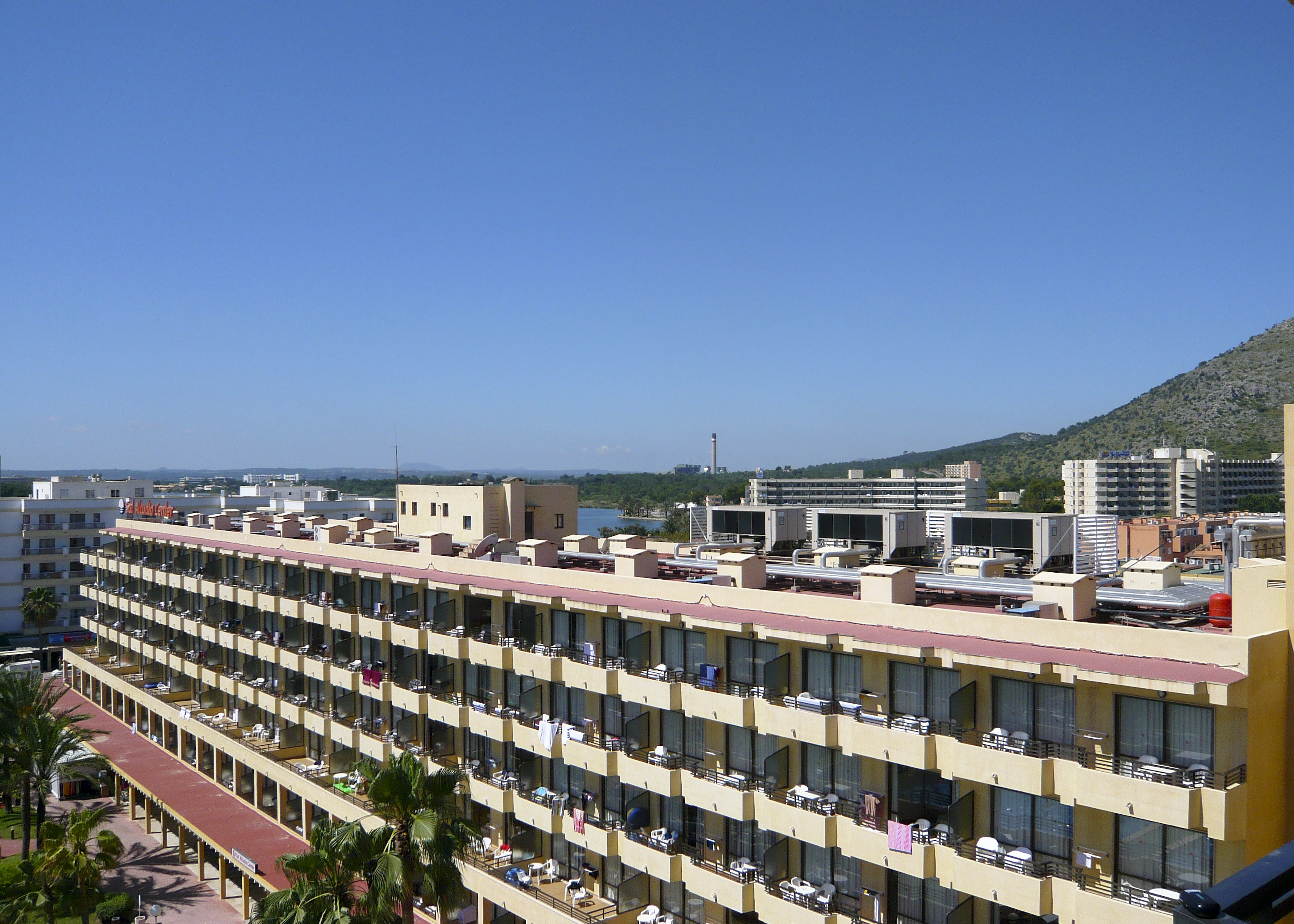
アルクーディアのホテル

ポルト・アルクーディアから約4kmの距離にアルブフェーラ自然公園があり、この自然公園ではバードウォッチングが人気である。その他にはプッチ・ダ・ラ・ビクトリア、プンタ・ダ・マンレザ、プッチ・ダ・サン・マルティ、ソン・フェも保護地域に指定されている。アルクーディア周辺には動植物ともに多くの固有種が生息・生育している。
アルクーディアには1993年にヤニック・イ・ベン・ジャコバー財団美術館が開館した。アルクーディア周辺には、ポリェンサ・モノグラフ博物館、教会博物館、ヤニック・イ・ベン・ジャコバー財団美術館という、3つの美術館・博物館がある。アルクーディアのロータリーにはイタリアの未来派画家・彫刻家アリギ・サッスが制作した巨大な馬の彫刻が設置されている。アレシャンドレ・クエリャールは著書『Cafè de Plaça』でアルクーディアを称賛した。

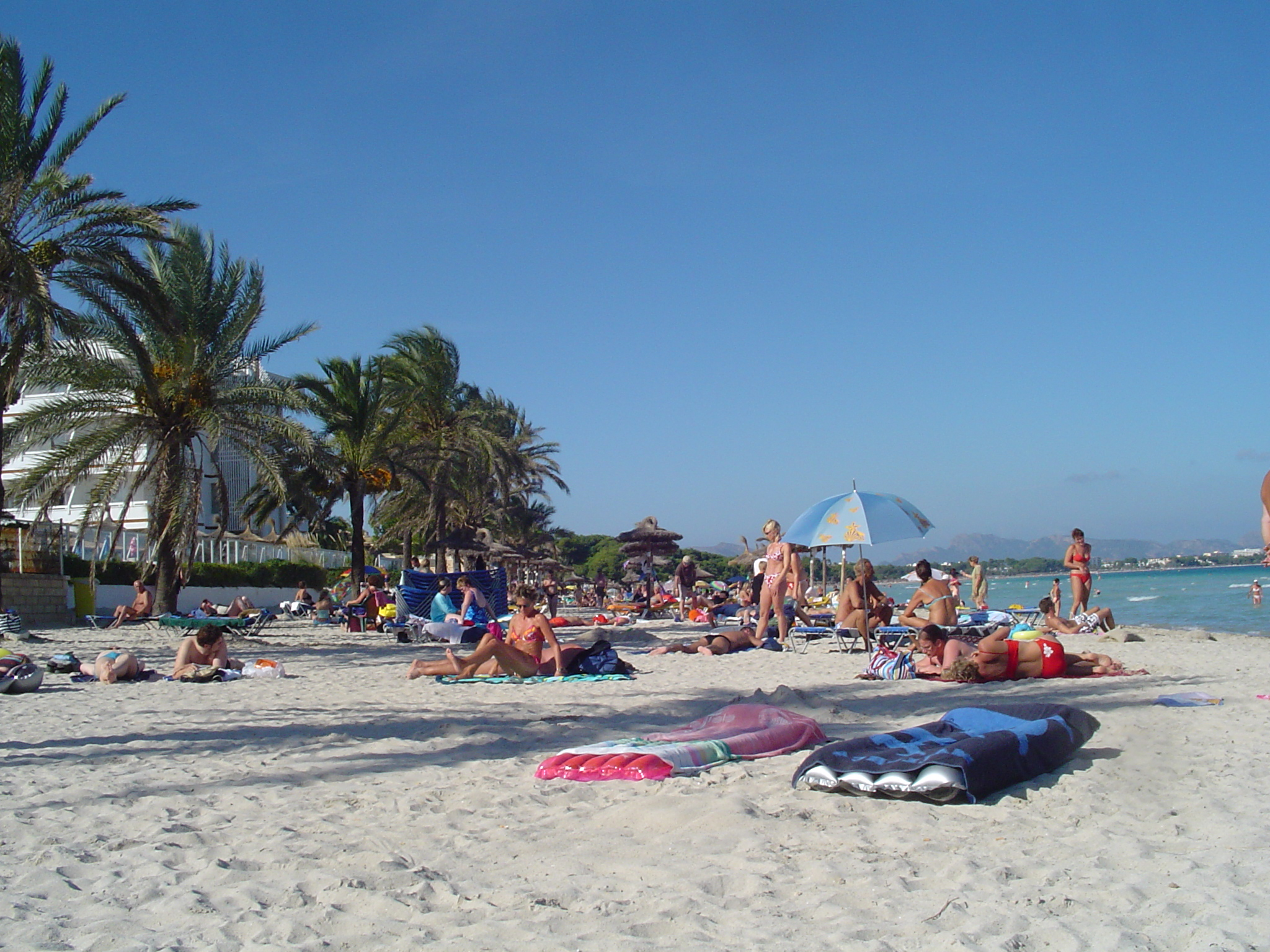
アルクーディアのビーチ
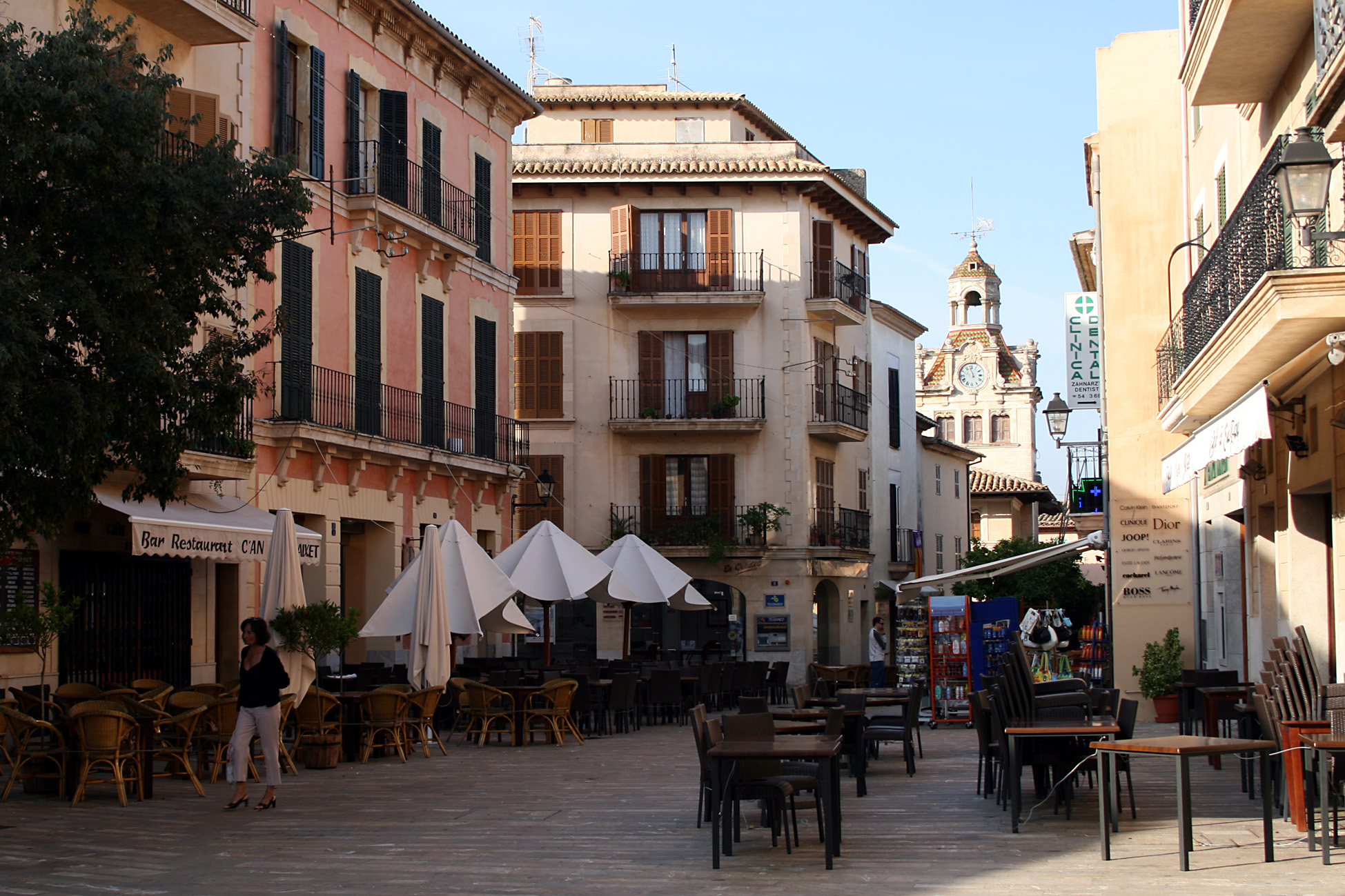
旧市街のビストロ
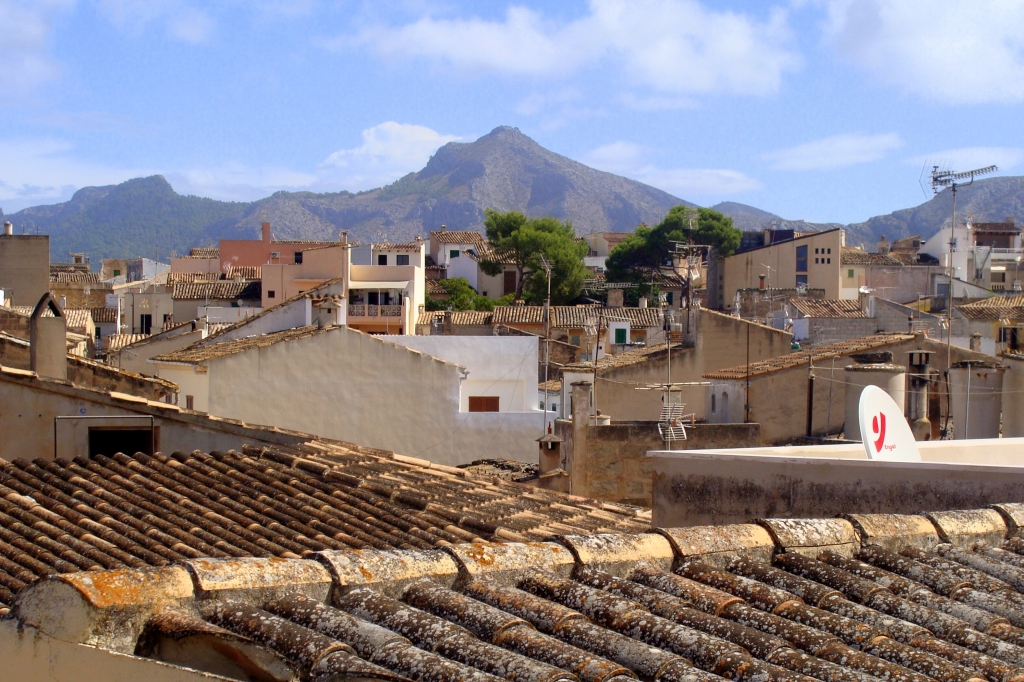
アルクーディアの建物

## 文化

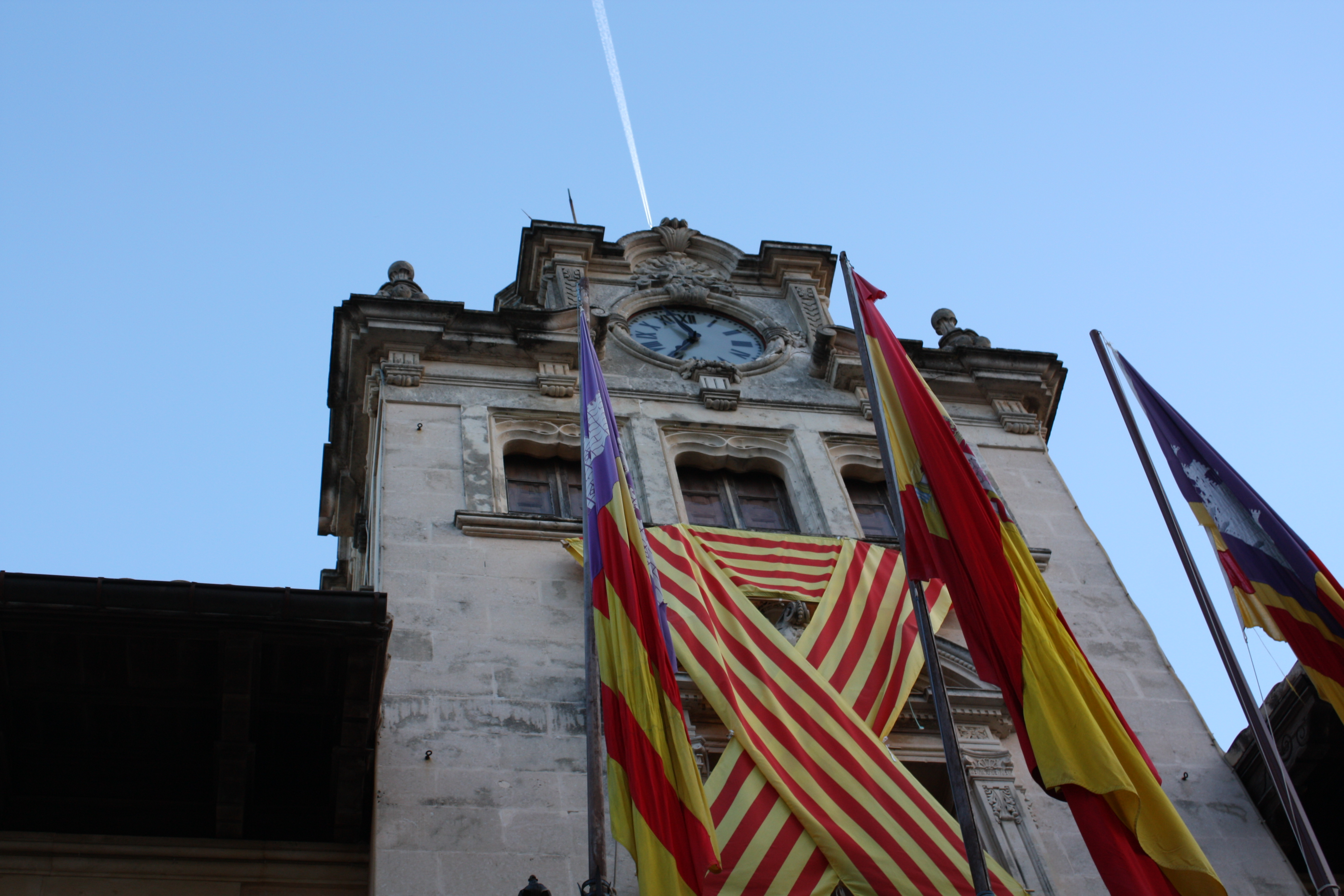
旧市街に位置するアルクーディア庁舎

### 祭礼
毎年7月初頭には9日間に渡って聖ハウメの祭礼が行われる。祭礼前に町は装飾され、それぞれの通りはその年のテーマに沿って飾られる。祭礼中には旧市街で伝統的な夜祭が行われ、「ローマの夜」には古代ローマ時代の衣装に身を包んだ人々で通りが満たされる。屋外演劇、スポーツ大会、展示会、伝統的な闘牛が行われる。「聖ハウメの夜」と呼ばれる花火大会とフィルハーモニーコンサートで祝祭が幕を閉じる。
アルクーディアでは3年ごとにサント・クリスト・トリエンナーレとよばれる宗教行列が開催されており、参加者は町の中を何時間にも渡って、裸足で静かにゆっくりと歩く。この宗教行列の起源は1507年に遡る。伝承によると、干ばつだったある年にサント・クリストの肖像から血と水が滲み出て干ばつを終わらせたという。次回のトリエンナーレは2016年である。

### スポーツ
9月にはアルクーディアからポリェンサにかけての地域でオープンウォーターズクロッシングが開催され、参加者は約7kmのポリェンサ湾を泳ぎきる必要がある。ダビド・メカやシャビ・トーレスなどの著名な水泳選手が出場したこともある。アルクーディア周辺ではパラグライダー、ハンググライダー、ヘリコプター、熱気球などのスカイスポーツが行われている。
自治体内には多くのスポーツを行うことができる体育館がある。また市営の屋内スイミングプールがあり、パドルコート、ジム、ウェルネス施設などを内包している。アルクーディアにはUDアルクーディアというサッカークラブがあり、1750人収容のエスタディ・アルス・アルクスをホームスタジアムとしている。
アルクーディア闘牛場では毎年7月25日の聖ハイメの日、毎年8月15日のマレ・ダ・デウ・ダゴストの日に主要な闘牛大会が開催される。アルクーディア闘牛場は約100年前に建てられた建物であり、パロモ・リナレス、エル・コルドベスと呼ばれたマヌエル・ディアス、ダビラ・ミウラなどの著名な闘牛士がこの闘牛場を訪れた。マヨルカ島にはアルクーディア以外にもパルマ、ムーロ、フェラニチュ、インカに闘牛場が存在し、夏季にはマヨルカ島中で闘牛が開催される。

## 交通
アルクーディアとパルマ・デ・マリョルカ空港は約60km離れており、自動車で約50分の距離であるほか、多くのバスが両地点を結んでいる。
アルクーディアとメノルカ島のマオー＝マオン、アルクーディアとメノルカ島のシウタデリャ・デ・メノルカを結ぶフェリーが毎日運航されており、乗船時間は約2時間である。

## 出身者
- ロレンソ・フェレール・マルティ（スペイン語版） (1854-1928) : 彫刻家。
- ペドロ・バンタジョール・スアウ（スペイン語版） (1873-1945) : 薬学者・歴史学者。
- バルトメウ・バンタジョール・シフレ（スペイン語版） (1945-) : 彫刻家・画家。
- ミケル・ラミス（スペイン語版） (1958-) : 法曹・政治家。
- リュム・バレーラ（スペイン語版） (1968-) : 女優。
- マルティン・バスクニャーナ（スペイン語版） (1969-) : 音楽家・法曹。
- ミケル・リュンパルト・エルナンデス（スペイン語版） (1969-) : バスケットボール選手。アルクーディア市長。
- ロネーナ・アレス (Lorena Are) (1999-) : 歌手。

## 姉妹都市
- シウタデリャ・デ・メノルカ（メノルカ島）
- バリェ・デル・サラビ（英語版）